# Джаган-бігім Ханим
Джаган-бігім Ханим (каз. Жаған-бегім Ханым) — дружина казахського хана Жанібека, мати Касим-хана.

## Біографія
Джаган-бігім Ханим — дружина казахського хана Жанібека, мати Касим-хана та Канбар-султана. Джаган-бігім Ханим була рідною сестрою матері Махмуда, султана Аккози-бегім Ханим, єдинокровного брата Шейбані-хана. За іншими даними, матері обох ханів Шейбані та Касима були рідними сестрами.